# Peter Arne
Pour les articles homonymes, voir Arne.
Peter Arne est un acteur britannique, né Peter Randolph Albrecht le 29 septembre 1920 à Kuala Lumpur (Malaisie ; alors Malaisie britannique), mort le 1er août 1983 à Londres (Angleterre).

## Biographie
Dans les années 1940, Peter Arne (nom de scène) entame en Angleterre sa carrière d'acteur au théâtre. En 1968, il participe à la création londonienne de la comédie musicale L'Homme de la Mancha, sur une musique de Mitch Leigh (avec Keith Michell dans le rôle-titre).
Au cinéma, après une première expérience dans un film sorti en 1944, il contribue à quarante-trois autres films (britanniques ou coproductions) sortis à partir de 1954.
En particulier, il apparaît dans quatre films de Blake Edwards, Le Retour de la panthère rose (1975, avec Peter Sellers et Christopher Plummer), Victor Victoria (1982, avec Julie Andrews et James Garner), À la recherche de la panthère rose (1982, avec Peter Sellers et David Niven) et L'Héritier de la panthère rose (avec Ted Wass et David Niven). Ce dernier est son ultime film, sorti le 12 août 1983, onze jours après qu'il a été retrouvé mort assassiné en son domicile londonien.
Parmi ses autres films notables, mentionnons Commando sur la Gironde de José Ferrer (1955, avec le réalisateur et Trevor Howard), Khartoum de Basil Dearden (1966, avec Charlton Heston et Laurence Olivier, lui-même personnifiant le major Kitchener), Chitty Chitty Bang Bang de Ken Hughes (1968, avec Dick Van Dyke et Sally Ann Howes), Les Chiens de paille de Sam Peckinpah (1971, avec Dustin Hoffman et Susan George), ou encore Providence d'Alain Resnais (1977, avec Dirk Bogarde et John Gielgud).
À la télévision, outre deux téléfilms diffusés respectivement en 1972 et 1973, Peter Arne collabore à quarante-quatre séries de 1955 à sa mort. Citons Destination Danger (quatre épisodes, 1961-1965), Chapeau melon et bottes de cuir (quatre épisodes, 1961-1966), Poigne de fer et séduction (un épisode, 1972) et Pour l'amour du risque (un épisode, 1983).

## Filmographie partielle

### Cinéma
- 1944 : For Those in Peril de Charles Crichton : Un aspirant
- 1954 : Prisonnier du harem (You Know What Sailors Are) de Ken Annakin : Ahmed
- 1954 : La Flamme pourpre (The Purple Plain) de Robert Parrish : Un lieutenant de l'aviation
- 1954 : La Revanche de Robin des Bois (Men of Sherwood Forest) de Val Guest : rôle non-spécifié
- 1955 : Commando dans la Gironde (The Cockleshell Heroes) de José Ferrer : Stevens
- 1957 : Tarzan et le Safari perdu (Tarzan and the Lost Safari) de H. Bruce Humberstone : Dick Penrod
- 1958 : Tueurs à gages (Intent to Kill) de Jack Cardiff : Kral
- 1958 : Le Justicier (The Moonraker) de David MacDonald : Edmund Tyler
- 1958 : Le Désert de la peur (Ice Cold in Alex) de J. Lee Thompson : Un officier britannique à l'oasis
- 1959 : Le Mouchard (Danger Within) de Don Chaffey : Capitaine Benucci
- 1960 : Scent of Mystery de Jack Cardiff : Robert Fleming
- 1960 : Les Conspiratrices (Conspiracy of Hearts) de Ralph Thomas : Lieutenant Schmidt
- 1960 : Sands of the Desert de John Paddy Carstairs : Cheikh El Jabez
- 1961 : Le Secret de Monte-Cristo (The Treasure of Monte Cristo) de Robert S. Baker et Monty Berman : le comte Boldini
- 1961 : Les Chevaliers du démon (The Hellfire Club) de Robert S. Baker et Monty Berman : le comte Thomas de Netherden
- 1962 : L'Attaque de San Cristobal (The Pirates of Blood River) de John Gilling : Hench
- 1963 : Les Vainqueurs (The Victors) de Carl Foreman : rôle non-spécifié
- 1963 : L'Étrange Mort de Miss Gray (Girl in the Headlines) de Michael Truman : Hammond Barker
- 1964 : Le Spectre maudit (The Black Torment) de Robert Hartford-Davis : Seymour
- 1966 : Khartoum de Basil Dearden : Major Kitchener
- 1966 : The Sandwich Man de Robert Hartford-Davis
- 1968 : Chitty Chitty Bang Bang de Ken Hughes : Le capitaine de la garde
- 1969 : Le Cercueil vivant (The Oblong Box) de Gordon Hessler : Samuel Trench
- 1971 : Commando pour un homme seul (When Eight Bells Toll) d'Étienne Périer : Capitaine Imrie
- 1971 : Les Chiens de paille (Straw Dogs) de Sam Peckinpah : John Niles
- 1972 : Antoine et Cléopâtre (Antony and Cleopatra) de Charlton Heston : Menas
- 1972 : Jeanne, papesse du diable (Pope Joan) de Michael Anderson : Richard
- 1975 : Le Retour de la Panthère rose (The Return of the Pink Panther) de Blake Edwards : Colonel Sharki
- 1977 : Providence d'Alain Resnais : Nils
- 1979 : Passeur d'hommes (The Passage) de J. Lee Thompson : Un guide
- 1979 : Agatha de Michael Apted : Le directeur de l'hôtel
- 1982 : À la recherche de la Panthère rose (Trail of the Pink Panther) de Blake Edwards : Colonel Bufoni
- 1982 : Victor Victoria de Blake Edwards : Labisse
- 1983 : L'Héritier de la Panthère rose (Curse of the Pink Panther) de Blake Edwards : Général Bufoni

### Séries télévisées
- 1961-1965 : Destination Danger (Danger Man)
  - Saison 1, épisode 36 Mission sous-marine (Find and Destroy, 1961) de Charles Frend : Major Hassler
  - Saison 2, épisode 3 La Ville fantôme (Colony Three, 1964) de Don Chaffey : John Richardson
  - Saison 3, épisode 3 Un jeu dangereux (A Very Dangerous Game, 1965 - Chi Ling) de Don Chaffey et épisode 7 Les Mercenaires (The Mercenaries, 1965 - Général G'Niore) de Don Chaffey
- 1961-1966 : Chapeau melon et bottes de cuir, première série (The Avengers)
  - Saison 1, épisode 17 Death on the Slipway (1961) : Kolchek
  - Saison 2, épisode 5 Warlock (1963 - Cosmo Gallion) et épisode 19 Les Œufs d'or (The Golden Eggs, 1963 - Julius Redfern)
  - Saison 4, épisode 8 Avec vue imprenable (Room Without a View, 1966) de Roy Ward Baker : Leonard Martin Pasold
- 1963 : Ce sentimental M. Varela (The Sentimental Agent), saison unique, épisode 1 All That Jazz de Charles Frend : Stirink
- 1964 : Le Saint (The Saint), saison 3 épisode 5 , Révolution (The Revolution Racket) : Pablo Enriquez
- 1967 : Alias le Baron (The Baron), saison unique, épisode 26 Halte à la mafia (The Long, Long Day) de Roy Ward Baker : Mario Navini
- 1968 : L'Homme à la valise (Man in a Suitcase), saison unique, épisode 13 Les Quatre de Boston (The Boston Square) de Don Chaffey : Rudnik
- 1968 : Les Champions (The Champions), saison unique, épisode 6 Opération Antarctique (Operation Deep-Breeze) : Margoli
- 1970 : Département S (Department S), saison unique, épisode 9 La Double Mort de Charlie Crippen (The Double Death of Charlie Crippen - Slovic) de John Gilling et épisode 28 La Soupe du jour (The Soup of the Day - Segres) de Leslie Norman
- 1972 : Poigne de fer et séduction (The Protectors), saison 1, épisode 6 Le Jeu des nombres (The Numbers Game) de Don Chaffey : Mario Giocvetti
- 1983 : Pour l'amour du risque (Hart to Hart), saison 5, épisode 1 Voulez-vous m'épouser ? (Two Harts Are Better Than One) de Kevin Connor : Brooks Kerr

## Théâtre à Londres (sélection)
- 1950 : The Day After Tomorrow, pièce de Kieran Tunney et Simon Wardell
- 1968 : L'Homme de la Mancha (Man of La Mancha), comédie musicale, musique de Mitch Leigh, lyrics de Joe Darion, livret de Dale Wasserman, d'après le roman Don Quichotte de Miguel de Cervantes, chorégraphie originale de Jack Cole : Dr Carrasco